# Валдайское (посёлок)
Валдайское (до 1938 — Клежовен-Мюле (нем. Kleszowen-Mühle), до 1946 — Виккен-Мюле (нем. Wiecken-Mühle)) — посёлок в Озёрском городском округе, до 2014 года входил в состав Гавриловского сельского поселения.

## Население
| 1910 | 2002 | 2010 |
| ---- | ---- | ---- |
| 54   | ↘11  | ↘9   |